# Гайдук, Александр Константинович
Александр Константинович Гайдук — советский строитель, первый заместитель министра строительства предприятий тяжелой индустрии СССР (1965—1973). Заслуженный строитель РСФСР (1959). Лауреат Ленинской премии (1961).

## Биография
Родился в 1909 году в Твери.
Окончил Полтавский инженерно-строительный институт (1933).
В 1933—1941 гг. — мастер, прораб, старший прораб в Полтаве, после начала войны — в эвакуации, участник строительства оборонительных укреплений в районе Сталинграда в составе 5-й саперной армии; с 1942 г. — на строительстве Челябинского металлургического завода.
- 1947—1950 начальник стройуправления «Стальстрой»;
- 1950—1961 главный инженер, с 1959 г. — управляющий в тресте «Челябметаллургстрой»;
- 1961—1965 руководитель треста «Главкузбасстрой», Сибметаллургстрой, который возводил ЗСМК;
- 1965—1973 первый заместитель министра по строительству предприятий тяжелой индустрии СССР;
- 1973—1975 руководитель строительства металлургического завода в г. Аннаба (Алжир).

Избирался депутатом Верховного Совета РСФСР 7-го созыва.
Умер в 1999 году в Москве.

## Награды и звания
- Заслуженный строитель РСФСР (1959);
- Ленинская премия (1961) — за участие в разработке и внедрении в производство новой технологии натяжения арматуры (с помощью элсктронагрева) предварительно напряженных железобетонных конструкций для промышленного и гражданского строительства)[2];
- Три ордена Трудового Красного Знамени;
- Орден Красной Звезды.